# Fernando Cedillo

Fernando Cedillo Estrada n. (3 de junio de 1993,  Yahualica, Jalisco. México también conocido como "El Mara" es un futbolista mexicano. Juega de Mediocampista en la Segunda División su club actual es el CD Tepatitlán de Morelos. 

## Trayectoria
Desde los 13 años se unió a las fuerzas inferiores del Club Necaxa. Tuvo la oportunidad de estar en la sub-17 y después un jugador importante de la Segunda División. Titular en la media de contención es conocido por sus entradas duras y su por ser "caliente" a la hora de un partido de la forma que fue expulsado varias veces en partidos. 
De esta manera fue por la cual se ganó su apodo El Mara por el temperamento que tiene la banda de los Mara Salvatrucha. Del otro lado es un excelente repartidor de juego, velocista con un gran físico y una de sus mejores virtudes el disparo a gol de fuera del área que pocos jugadores hoy en día poseen. Como fue visto en su partido de debut tiro alrededor de 5 disparos a gol incluyendo un tiro libre.
Posteriormente jugó para varios equipos de la Segunda División como el Orizaba, Santos de Soledad y AEM Fútbol Club en los que tuvo un paso regular, para el torneo 2016 - 2017 con buena participación con los Potros AEM fue pasado al Club Tepatitlán.

#### Campeonato Torneo Apertura 2017
Para el Torneo Apertura 2017 ya en las filas del Club Tepatitlán con la dirección técnica del entrenador Enrique López Zarza y un plantel renovado disputan la mejor temporada para el club, por lo que logran el Campeonato de la Liga Premier de Segunda División al vencer en tanda de penales al Club Irapuato.

## Clubes
| Club              | País   | Año           |
| ----------------- | ------ | ------------- |
| Club Necaxa       | México | 2010 - 2014   |
| Orizaba           | México | 2014 - 2015   |
| Santos de Soledad | México | 2015 - 2016   |
| AEM Fútbol Club   | México | 2016 - 2017   |
| Club Tepatitlán   | México | 2017 - Actual |

## Campeonatos
| Título           | Club            | País   | Temporada     |
| ---------------- | --------------- | ------ | ------------- |
| Segunda División | Club Tepatitlán | México | Apertura 2017 |